# КСК-100
КСК-100 — советский самоходный кормоуборочный комбайн.

## История
КСК-100 является первым в СССР самоходным кормоуборочным комбайном. 
Летом 1976 года опытные образцы комбайнов успешно прошли государственные испытания, в ноябре 1976 года было утверждено решение о серийном производстве комбайна (получившего наименование КСК-100). Выпускался на «Гомсельмаше» с 1977 года по начало 1990-х. Для массового выпуска КСК-100 на «Гомсельмаше» в конце 70-х была проведена реконструкция, увеличившая производственную мощность завода в несколько раз.
Наиболее распространённый кормоуборочный комбайн в СССР в 1980-е годы. Предназначен для косьбы травы, кукурузы и других силосуемых культур с одновременным измельчением и погрузкой в транспортные средства, а также подбора валков.

### Модификации
В 1986 году комбайн был модернизирован и появились модификации КСК-100А и КСК-100А-1. Последний имел ходовую часть повышенной проходимости и ведущий мост с блокировкой, за счёт чего обеспечивает качественную уборку культур на переувлажненных торфяно-болотных почвах, а глубина колеи при этом в 2 раза меньше, чем у КСК-100А. Затем были созданы КСК-100А-2 и КСК-100А-3, а также модификации, комплектующиеся барабанной жаткой с шириной захвата 3 м для уборки кукурузы и других грубостебельных культур: КСК-100А-Б, КСК-100А-Б-2, КСК-100А-Б-3.

## Турбина
- Подборщик валков
- УВК-Ф-1 — устанавливается на КСК-100А и предназначено для внесения жидких органических кислот при скашивании растений. Состоит из резервуара на 400 л, газоструйного эжектора, насоса, дозатора, распылителя, соединительных рукавов и пульта управления. Весит 170 кг.

Жатки:
- Травяной жаткой скашивают тонкостебельные культуры высотой до 1,5 м.
- Т.н. кукурузной жаткой скашивают силосные культуры высотой до 4 м и толщиной стеблей до 50 мм.
- На вышеуказанные модификации устанавливалась барабанная жатка для уборки грубостебельных культур.

## Технические характеристики
|                                                        | КСК-100А КСК-100А-Б | КСК-100А-1 | КСК-100А-2 КСК-100А-Б-2 | КСК-100А-3    |
| Двигатель                                              | СМД-72              |            | Д-260.4                 | ЯМЗ-238АМ-2-3 |
| Тип измельчающего аппарата                             | барабанный          | барабанный | барабанный              | барабанный    |
| Пропускная способность (кг/с) на уборке                |                     |            |                         |               |
| зелёных трав                                           | 10                  | 8          | 10                      | 10            |
| провяленных трав                                       | 7                   | 6          | 7                       | 7             |
| силосных культур                                       | 25                  | 20         | 25                      | 25            |
| Ширина захвата жатки, если таковая устанавливается (м) |                     |            |                         |               |
| травяной                                               | 4,2                 | 4,2        | 4,2                     | 4,2           |
| для силосных культур                                   | 3,4                 | 3,4        | 3,4                     | 3,4           |
| барабанной                                             | 3                   |            | 3                       |               |
| Ширина захвата подборщика (м)                          | 2,2                 | 2,2        | 2,2                     | 1,85          |
| Минимальная высота среза                               |                     |            |                         |               |
| трав                                                   | 60                  | 60         | 60                      | 60            |
| силосных культур                                       | 80                  | 80         | 80                      | 80            |
| Максимальная скорость (км/ч)                           |                     |            |                         |               |
| рабочая                                                | 12                  | 12         | 12                      | 12            |
| транспортная                                           | 22                  | 20         | 20                      |               |
| Полная масса (кг)                                      | 11050               | 11450      |                         |               |